# 星港街
星港街是苏州工业园区的主要南北向道路之一，北起葑亭大道，南到东兴路。“港”字指香港。
沿途的主要地标有东方之门、金鸡湖、湖滨大道。有轨交3号线在地下贯通南北。